# Michael Bay
Michael Bay (Los Angeles, 1965. február 17. –) amerikai filmrendező és producer. 
Nagy költségvetésű, különleges látványelemeket és effekteket tartalmazó akciófilmjeivel vált ismertté. Leghíresebb filmjei az Armageddon, a Pearl Harbor – Égi háború és a Transformers.

## Fiatalkora
Los Angeles-i zsidó családba született. Nevelőszülők nevelték fel: apja, Jim könyvelő, anyja, Harriet pedig könyvtárosnő és gyermekpszichológus volt. Nagyapja orosz származású. 
Már gyermekkorában is nagyon érdekelték az akciójelenetek. Egyszer az egyik játékvonatához petárdákat erősített, amit édesanyja kamerájával rögzített, végül a tűzoltókat is ki kellett hívni.

## Filmográfia

### Film

#### Rendező és producer
| Év   | Magyar cím                                | Eredeti cím                                      | Feladatkör | Feladatkör |
| Év   | Magyar cím                                | Eredeti cím                                      | Rendező    | Producer   |
| ---- | ----------------------------------------- | ------------------------------------------------ | ---------- | ---------- |
| 1995 | Bad Boys – Mire jók a rosszfiúk?          | Bad Boys                                         | Igen       | Nem        |
| 1996 | A szikla                                  | The Rock                                         | Igen       | Nem        |
| 1998 | Armageddon                                | Armageddon                                       | Igen       | Igen       |
| 2001 | Pearl Harbor – Égi háború                 | Pearl Harbor                                     | Igen       | Igen       |
| 2003 | Bad Boys 2. – Már megint a rosszfiúk      | Bad Boys II                                      | Igen       | Nem        |
| 2003 | A texasi láncfűrészes                     | The Texas Chainsaw Massacre                      | Nem        | Igen       |
| 2005 | A rettegés háza                           | The Amityville Horror                            | Nem        | Igen       |
| 2005 | A sziget                                  | The Island                                       | Igen       | Igen       |
| 2006 | A texasi láncfűrészes mészárlás: A kezdet | The Texas Chainsaw Massacre: The Beginning       | Nem        | Igen       |
| 2007 | Országúti ámokfutó                        | The Hitcher                                      | Nem        | Igen       |
| 2007 | Transformers                              | Transformers                                     | Igen       | Vezető     |
| 2009 | A túlvilág szülötte                       | The Unborn                                       | Nem        | Igen       |
| 2009 | Péntek 13.                                | Friday the 13th                                  | Nem        | Igen       |
| 2009 | Az apokalipszis lovasai                   | Horsemen                                         | Nem        | Igen       |
| 2009 | Transformers: A bukottak bosszúja         | Transformers: Revenge of the Fallen              | Igen       | Igen       |
| 2010 | Rémálom az Elm utcában                    | A Nightmare on Elm Street                        | Nem        | Igen       |
| 2011 | A negyedik                                | I Am Number Four                                 | Nem        | Igen       |
| 2011 | Transformers 3.                           | Transformers: Dark of the Moon                   | Igen       | Vezető     |
| 2013 | Pain & Gain                               | Pain & Gain                                      | Igen       | Igen       |
| 2013 | A bűn éjszakája                           | The Purge                                        | Nem        | Igen       |
| 2014 | A megtisztulás éjszakája: Anarchia        | The Purge: Anarchy                               | Nem        | Igen       |
| 2014 | Transformers: A kihalás kora              | Transformers: Age of Extinction                  | Igen       | Vezető     |
| 2014 | Tini Nindzsa Teknőcök                     | Teenage Mutant Ninja Turtles                     | Nem        | Igen       |
| 2014 | Ouija                                     | Ouija                                            | Nem        | Igen       |
| 2015 | Az Almanach-projekt                       | Project Almanac                                  | Nem        | Igen       |
| 2016 | 13 óra: Bengázi titkos katonái            | 13 Hours: The Secret Soldiers of Benghazi        | Igen       | Igen       |
| 2016 | Tini Nindzsa Teknőcök: Elő az árnyékból!  | Teenage Mutant Ninja Turtles: Out of the Shadows | Nem        | Igen       |
| 2016 | A megtisztulás éjszakája: Választási év   | The Purge: Election Year                         | Nem        | Igen       |
| 2016 | Ouija: A gonosz eredete                   | Ouija: Origin of Evil                            | Nem        | Igen       |
| 2017 | Transformers: Az utolsó lovag             | Transformers: The Last Knight                    | Igen       | Vezető     |
| 2017 | Ouija: A gonosz eredete                   | A Quiet Place                                    | Nem        | Igen       |
| 2017 | A megtisztulás éjszakája: A sziget        | The First Purge                                  | Nem        | Igen       |
| 2017 | ŰrDongó                                   | Bumblebee                                        | Nem        | Igen       |
| 2019 | Six Underground – Hatan az alvilágból     | 6 Underground                                    | Igen       | Igen       |
| 2020 | Kanári                                    | Songbird                                         | Nem        | Igen       |
| 2021 | Hang nélkül 2.                            | A Quiet Place Part II                            | Nem        | Igen       |
| 2021 | Megtisztulás éjjel-nappal                 | The Forever Purge                                | Nem        | Igen       |
| 2022 | Rohammentő                                | Ambulance                                        | Igen       | Igen       |
| 2023 | Transformers: A fenevadak kora            | Transformers: Rise of the Beasts                 | Nem        | Igen       |
| 2024 | Hang nélkül: Első nap                     | A Quiet Place: Day One                           | Nem        | Igen       |
| 2024 | Transformers Egy                          | Transformers One                                 | Nem        | Igen       |
| 2024 |                                           | Apartment 7A                                     | Nem        | Igen       |
| 2025 |                                           | We Are Storror                                   | Igen       | Igen       |
| 2025 | Gyilkos randi                             | Drop                                             | Nem        | Igen       |

#### Színész
| Év   | Magyar cím                           | Eredeti cím           | Szerep                               |
| ---- | ------------------------------------ | --------------------- | ------------------------------------ |
| 1998 | Armageddon                           | Armageddon            | NASA tudós (stáblistán nem szerepel) |
| 1999 | Mystery Men – Különleges hősök       | Mystery Men           | diákszövetségi srác                  |
| 2000 | Sakáltanya                           | Coyote Ugly           | fotós                                |
| 2001 |                                      | Zigs                  | statiszta                            |
| 2003 | Bad Boys 2. – Már megint a rosszfiúk | Bad Boys II           | ügyetlen autóvezető                  |
| 2020 | Bad Boys – Mindörökké rosszfiúk      | Bad Boys for Life     | esküvői MC                           |
| 2024 | Bad Boys – Mindent vagy többet       | Bad Boys: Ride or Die | Porsche sofőr                        |

## Díjak és jelölések
| Év   | Díj                                      | Kategória                                                          | Film                                | Megnyerte? |
| ---- | ---------------------------------------- | ------------------------------------------------------------------ | ----------------------------------- | ---------- |
| 1995 | MTV Movie Awards                         | Legjobb akciójelenet                                               | Bad Boys – Mire jók a rosszfiúk?    | Jelölve    |
| 1996 | MTV Movie Awards                         | Legjobb film                                                       | A szikla                            | Jelölve    |
| 1996 | MTV Movie Awards                         | Legjobb akciójelenet                                               | A szikla                            | Jelölve    |
| 1996 | ShoWest Convention Award                 | Favorite Movie of the Year                                         | A szikla                            | Elnyerte   |
| 1996 | Szaturnusz-díj                           | Legjobb akciófilm/kalandfilm/thriller                              | A szikla                            | Jelölve    |
| 1998 | Award of the Japanese Academy            | Best Foreign Film                                                  | Armageddon                          | Jelölve    |
| 1998 | Arany Málna díj                          | legrosszabb rendező                                                | Armageddon                          | Jelölve    |
| 1998 | Arany Málna díj                          | legrosszabb film                                                   | Armageddon                          | Jelölve    |
| 1998 | MTV Movie Awards                         | Legjobb film                                                       | Armageddon                          | Jelölve    |
| 1998 | MTV Movie Awards                         | Legjobb akciójelenet                                               | Armageddon                          | Elnyerte   |
| 1998 | Szaturnusz-díj                           | legjobb rendező                                                    | Armageddon                          | Elnyerte   |
| 1998 | Szaturnusz-díj                           | Legjobb science fiction film Shared with Alex Proyas for Dark City | Armageddon                          | Elnyerte   |
| 2001 | DVD Exclusive Award                      | Best New, Enhanced or Reconstructed Movie Scenes                   | Pearl Harbor                        | Jelölve    |
| 2001 | DVD Exclusive Award                      | Best Overall New Extra Features                                    | Pearl Harbor                        | Jelölve    |
| 2001 | Golden Trailer Award                     | Best Action Film                                                   | Pearl Harbor                        | Jelölve    |
| 2001 | Huabiao Film Award                       | Outstanding Translated Foreign Film                                | Pearl Harbor                        | Elnyerte   |
| 2001 | MTV Movie Awards                         | Legjobb akciójelenet                                               | Pearl Harbor                        | Elnyerte   |
| 2001 | Arany Málna díj                          | legrosszabb rendező                                                | Pearl Harbor                        | Jelölve    |
| 2001 | Arany Málna díj                          | legrosszabb film                                                   | Pearl Harbor                        | Jelölve    |
| 2001 | Teen Choice Awards                       | Best Drama/Action Adventure Movie                                  | Pearl Harbor                        | Elnyerte   |
| 2003 | Image Award                              | Outstanding Motion Picture                                         | Bad Boys 2 - Már megint a rosszfiúk | Jelölve    |
| 2003 | MTV Movie Awards                         | Legjobb akciójelenet                                               | Bad Boys 2 - Már megint a rosszfiúk | Jelölve    |
| 2005 | Szaturnusz-díj                           | Legjobb science fiction film                                       | A sziget                            | Jelölve    |
| 2005 | Teen Choice Awards                       | Choice Summer Movie: Action Adventure                              | A sziget                            | Jelölve    |
| 2007 | Empire Award                             | Best Sci-Fi/Fantasy                                                | Transformers                        | Jelölve    |
| 2007 | Kid's Choice Award                       | Favorite Movie                                                     | Transformers                        | Jelölve    |
| 2007 | MTV Movie Awards                         | Legjobb film                                                       | Transformers                        | Elnyerte   |
| 2007 | MTV Movie Awards                         | A legjobb nyári filmnek, amit még nem láttál                       | Transformers                        | Elnyerte   |
| 2007 | National Movie Award                     | Best Action/Adventure Movie                                        | Transformers                        | Jelölve    |
| 2007 | Szaturnusz-díj                           | Legjobb science fiction film                                       | Transformers                        | Jelölve    |
| 2009 | Kid's Choice Award                       | Favorite Movie                                                     | Transformers: A bukottak bosszúja   | Jelölve    |
| 2009 | Arany Málna díj                          | legrosszabb rendező                                                | Transformers: A bukottak bosszúja   | Elnyerte   |
| 2009 | Arany Málna díj                          | legrosszabb film                                                   | Transformers: A bukottak bosszúja   | Elnyerte   |
| 2009 | Arany Málna díj                          | legrosszabb előzményfilm, remake, koppintás vagy folytatás         | Transformers: A bukottak bosszúja   | Jelölve    |
| 2009 | Szaturnusz-díj                           | Legjobb science fiction film                                       | Transformers: A bukottak bosszúja   | Jelölve    |
| 2009 | Scream Award                             | Best Sequel                                                        | Transformers: A bukottak bosszúja   | Elnyerte   |
| 2009 | Teen Choice Awards                       | Choice Summer Movie: Action Adventure                              | Transformers: A bukottak bosszúja   | Jelölve    |
| 2009 | SFX Award                                | Best Director                                                      | Transformers: A bukottak bosszúja   | Jelölve    |
| 2009 | Oklahoma Film Critics Circle Award       | Obviously Worst Film                                               | Transformers: A bukottak bosszúja   | Elnyerte   |
| 2011 | Alliance of Women Film Journalists Award | Sequel or Remake That Shouldn’t Have Been Made                     | Transformers 3.                     | Jelölve    |
| 2011 | Evening Standard British Film Award      | Blockbuster of the Year                                            | Transformers 3.                     | Jelölve    |
| 2011 | Arany Málna díj                          | legrosszabb rendező                                                | Transformers 3.                     | Jelölve    |
| 2011 | Arany Málna díj                          | legrosszabb film                                                   | Transformers 3.                     | Jelölve    |
| 2011 | People's Choice Award                    | Favorite Movie                                                     | Transformers 3.                     | Jelölve    |
| 2011 | People's Choice Award                    | Favorite Action Movie                                              | Transformers 3.                     | Jelölve    |
| 2011 | Scream Award                             | Best 3-D Movie                                                     | Transformers 3.                     | Elnyerte   |
| 2011 | Scream Award                             | Best F/X                                                           | Transformers 3.                     | Jelölve    |
| 2011 | Scream Award                             | Legjobb science fiction film                                       | Transformers 3.                     | Jelölve    |
| 2011 | Scream Award                             | Holy Sh*t Scene of the Year                                        | Transformers 3.                     | Jelölve    |
| 2011 | Teen Choice Awards                       | Choice Summer Movie                                                | Transformers 3.                     | Jelölve    |
| 2011 | Oklahoma Film Critics Circle Award       | Obviously Worst Film                                               | Transformers 3.                     | Elnyerte   |